# Libňatov
Libňatov település Csehországban, Trutnovi járásban. Libňatov Havlovice, Úpice, Maršov u Úpice, Hořičky, Slatina nad Úpou és Mezilečí településekkel határos. Lakosainak száma 383 fő (2024. január 1.).

## Népesség
A település lakosságának változását az alábbi diagram mutatja:
| Lakosok száma | 799  | 768  | 594  | 490  | 390  | 364  | 372  | 366  | 371  | 383  |
|               | 1869 | 1890 | 1921 | 1950 | 1980 | 2001 | 2017 | 2019 | 2022 | 2024 |